# Антонио II да Монтефелтро
Антонио II да Монтефелтро (на италиански: Antonio II da Montefeltro; * 1348, Урбино; † 29 април 1404, пак там) от рода Да Монтефелтро е кондотиер и граф на Монтефелтро, сеньор на Урбино (1363 – 1404).
Той е най-решителният съпротивител на семейство Да Монтефелтро срещу папите, които се борят да си възвърнат властта. Той полага териториалните основи на това, което под ръководството на неговите потомци става Херцогство Урбино.

## Произход
Син е на граф Федерико II Паоло Новело да Монтефелтро († ок. 1370), граф на Урбино, и на съпругата му Теодора Гонзага (* ок 1343, † 1365). По бащина линия е внук на граф Нолфо да Монтефелтро и на Джована, а по майчина – на Уголино Гонзага, съгосподар на Мантуа, и на Емилия дела Джерардеска. Има трима братя и една сестра:
- Нолфо
- Гуидо
- Галасо, духовник
- Сестра, съпруга на Ферантино Новело Малатеста

Това е първото име от Да Монтефелтро, известно в историческите книги и документи. Някои генеалогии обаче сочат един предишен Антонио (за когото някои твърдят, че е от Карпеня), живял през XII век и който би трябвало да е истинският основател на дом Да Монтефелтро, но тази новина не намира историческо потвърждение. Показателно е, че името „Антонио“ никога повече не се появява в дома, освен с Антонио, който умира през 1404 г.

## Биография
Окупира Урбино през 1375 г., въпреки че Галеацо Малатеста му се противопоставя, а също така получава и Кали за семейството си. През 1377 г. става господар на Кантиано.
Семействата Дела Бранка и Габриели замислят заговор срещу него, но той е осуетен навреме и завършва с мир между Губио и Урбино. Той получава властта над Губио с всенародно съгласие през 1384 г. и през 1390 г. е удостоен с титлата на апостолически викарий от папа Бенедикт IX. 
Съюзява се с фамилията Висконти от Милано. 
През 1391 г., докато се бие с Малатеста, превзема замъка Сасоферато, връща си крепостта Каресто, отнета от сем. Кавители, като плаща за нея, и завладява стратегическия Кантиано след дълга обсада.
През 1397 г. жени сина си Гуидантонио за Рингарда Малатеста и дъщеря си Джентиле за господаря на Фаенца.
Когато в Губио избухва ужасна чума, той бяга от града към Урбино, но умира скоро след това.

## Брак и потомство
∞ есен 1367 за Аниезина ди Вико († 21 януари 1416), дъщеря на Джовани III ди Вико, префект и господар на Вико, от която има един син и четири дъщери:
- Гуидантонио да Монтефелтро (* 1378, † 21 февруари 1443), кондотиер, сеньор на Урбино
- Батиста да Монтефелтро (* ок. 1384, Урбино; † 1448, Фолиньо), поетеса и монахиня, чрез брак господарка на Пезаро и Фосомброне; ∞ 14 юни 1405 за Галеацо Малатеста (* 1385, † 1461), господар на Пезаро и Фосомброне, от когото има 1 дъщеря
- Анна да Монтефелтро (* ок 1377, † 28 април 1434)
- Джентиле да Монтефелтро, ∞ за господаря на Фаенца
- Дъщеря

Има и един извънбрачен син:
- Николо да Монтефелтро